# Jean-Pierre Wimille
Jean-Pierre Wimille, (født 26. februar 1908 i Paris, død 28. januar 1949 i Buenos Aires, Argentina), var en fransk racerkører.
Wimille kørte sit første Grand Prix-løb ved Frankrigs Grand Prix i Pau 1930, med en Bugatti Type 37. De franske Bugattibiler var ikke længere konkurrencedygtige og Wimille vandt kun nogle mindre Grand Prix-konkurrencer i perioden 1932–1934. I resten af årtiet fokuserede den franske bilindustri, ligesom Wimille, på sportsvognsracing.
Wimille vandt Frankrigs Grand Prix 1936, som da kørtes med sportsvogne. Han vandt også 24-timers racerløbet i Le Mans to gange: 1937 og 1939.
Som medlem af Special Operations Executive under anden verdenskrig bistod Wimille den franske modstandsbevægelse og blev belønnet for sin indsats med Hæderslegionen.
Den første GP-konkurrence i Frankrig efter krigen afholdtes i Paris allerede den 9. september 1945. Wimille vandt løbet med en Bugatti Type 59. I perioden 1946 til 1948kørte han for Alfa Romeo.
Wimille omkom under træningen forud for Buenos Aires Grand Prix 1949.